# Edifício da Associação Auxiliadora das Classes Laboriosas
O Edifício da Associação Auxiliadora das Classes Laboriosas é um prédio localizado na Rua Roberto Simonsen, na altura do número 82, no bairro da Sé, na região central da cidade de São Paulo. Atualmente fechado após um incêndio quase destruir totalmente o local no ano de 2008, a construção foi sede de uma organização de trabalhadores imigrantes portugueses urbanos que promovia serviços médicos e sociais para mais de 20 mil trabalhadores da construção civil e carpintaria.
Criada em 31 de maio de 1891, a associação possuía como propósito gerar cooperativas para ampliar a construção civil regulamentar entre trabalhadores e proprietários, as questões de trabalho. No ano de 1909, a Associação Auxiliadora das Classes Laboriosas finalizou a construção de sua sede, usada pelos operários da cidade de São Paulo, utilizada para organização de assembleias, peças de teatro, encontros e outras ações.

## História

### Imigração Portuguesa
País predominantemente agrário por causa da sua formação durante a colonização portuguesa, a população que habitava o Brasil durante os primeiros momentos do século XIX era de ex-escravos e não possuía um sistema industrial consolidado, como na Inglaterra e Estados Unidos. Embora algumas cidades existissem e em algumas delas já tivessem iniciado esse movimento, a paisagem rural dominou predominantemente até meados de 1870.

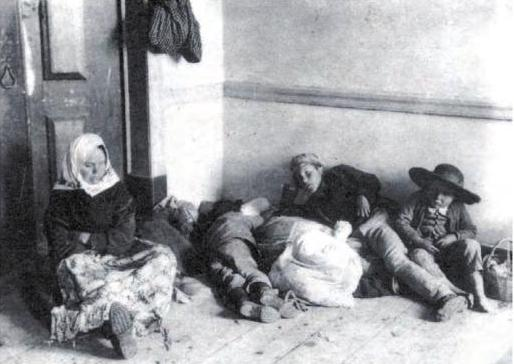
Portugueses

Nas décadas finais do período, ocorreram grandes transformações econômicas e sociais, que possibilitaram as condições necessárias para a industrialização e para um desenvolvimento urbano acelerado. Pequenos núcleos urbanos e cidades se expandiram, e novos centros se formaram, onde as chaminés de fábricas e conjuntos industriais os povoaram, modificando-lhes a panorama das cidades, principalmente de São Paulo. É nesse contexto que se enquadra o momento histórico da introdução da imigração europeia em todo o país, com a chegada de trabalhadores dos mais diversos países, buscando novas oportunidades de emprega e enriquecimento.

### Início da Associação
Com a grande presença de mão de obra barata e explorada pelos grandes empresários e industriais, um grupo de carpinteiros e trabalhadores da construção civil decidiram criar no final do século XIX uma associação que representasse todos os trabalhadores liberais na capital paulista. Fundada com o nome de Associação Auxiliadora de Carpinteiros e Pedreiros no início do ano de 1891, a ideia era fornecer serviços das mais variadas vertentes para os imigrantes portugueses que lutavam por diversos direitos que não tinham acesso.
O projeto tinha como principal objetivo criar cooperativas para desenvolver a construção civil e regular as questões de trabalho entre operários e patrões, incluindo desde negociações até os mais diversos cuidados aos trabalhadores. Em um segundo momento, já no início do século, mais precisamente em 1907, a instituição criou um convênio médico para membros, que funcionou de forma ininterrupta até o ano de 2016, quando foi suspenso pela Agência Nacional de Saúde Suplementar.
Reorganizada na década de 30 após alguns anos depois para atender um maior número de associados, o grupo modificou o nome para "Laboriosas", que é originado de "Labor" e significa trabalho em latim.

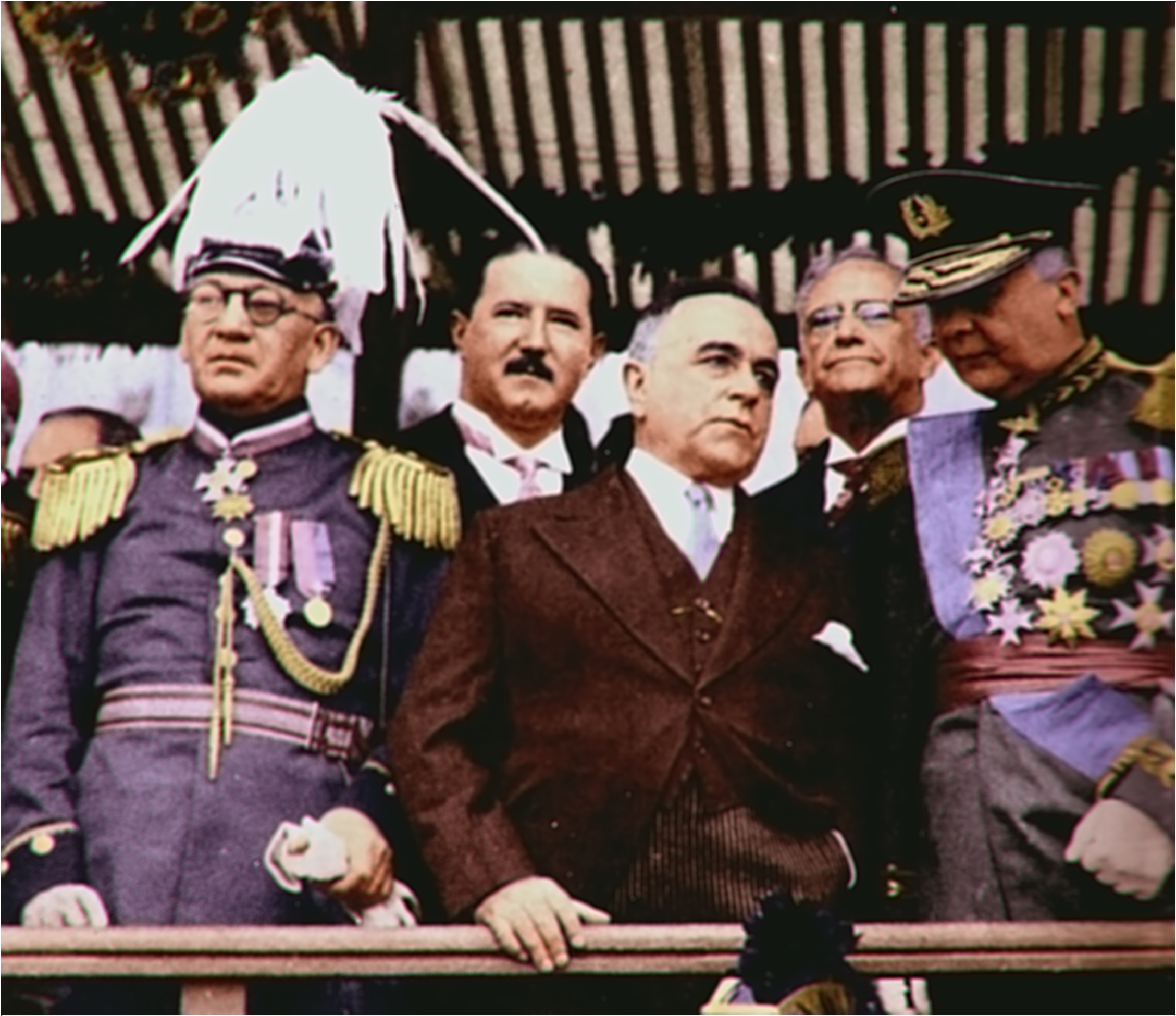
50º Aniversário da República Brasileira

Mais do que prestar apoio médico ao seus filiados, a associação promoveu diversas atividades sociais e culturais ao longo dos anos, como discussões políticas e exibição de peças teatrais, incluindo movimentos que lutavam contra o regime ditatorial de Getúlio Vargas, o Estado Novo.

## Construção do edifício
Inaugurado em 1907 após alguns anos em obras, o sindicato abriu as portas pela primeira vez na antiga Rua Carmo, nº 25, que era considerada uma das regiões mais nobres da cidade na época. Concebido originalmente dentro dos padrões do ecletismo, o prédio também era chamado de Salão Celso Garcia.
Ocupada por consultórios médicos e dentários, laboratório e farmácia, o ambiente também serviu de espaço para a instalação de outros grupos, como o Centro Dramático e Recreativo Internacional, o Grêmio Dramático Maria Falcão e o Grêmio Dramático e Recreativo Anita Garibaldi.
Entidade pioneira no Brasil a adotar o lazer, o prédio recebia oficinais de teatro, música, saraus. Além disso, era um ambiente que disponibilizada terapia de doenças.

### Reformas estruturais
A partir de 1914, o edifício sofreu inúmeras intervenções objetivando sua conservação, a segurança e a adaptação das dependências de atendimento às exigências sanitárias, como ladrilhamento de paredes e impermeabilização do soalhos com linóleos. As intervenções de maior monta realizaram-se em 1933, sob a orientação do engenheiro Amleto Nipote.
Em 1933, o edifício passou por uma grande reforma estrutural, com destaque para o redesenho da fachada, seguindo o padrão do estilo art déco, muito estilo na arquitetura brasileira na época. Dois anos depois, após um série problema no sistema de esgoto, o local teve que ter substituído o encanamento e também a fiação elétrica. Neste mesmo ano renovou-se o mobiliário e reequiparam-se os gabinetes dentário de médico, bem como a farmácia.
Durante as revoltas operárias que assolaram a capital nas décadas de 1940 e 1950, o prédio era constantemente usado para reuniões, discussões e negociações. No ano de 1953, que ocorreu uma grande greve, a sede das Classes Laboriosas foi considerada o grande espaço do movimento grevista, um marco para o movimento trabalhista brasileiro.
Devido à lei 667/52 na Assembleia Legislativa, o local teve o seu endereço alterado para Rua Roberto Simonsen, homenageando o economista e político brasileiro.

## Atividade Sindical
O Edifício da Associação Auxiliadora das Classes Laboriosas foi um dos principais locais de encontro de movimentos grevistas entre as décadas de 20 até 60, quando o Brasil foi alvo do Golpe Militar, que comandou o país até 1985.
De acordo com historiadores, o ponto de maior importância para o movimento social foi em 1945, quando durante uma grande greve geral em São Paulo, o edifício das Classes Laboriosas foi o centro de discussão dos líderes do movimento.

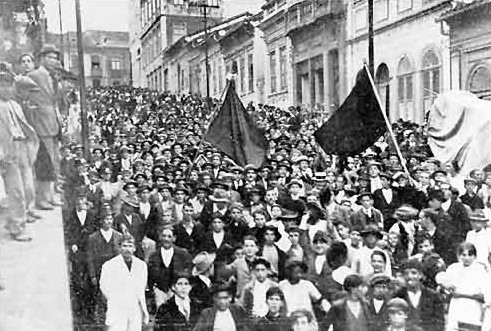
Greve Geral São Pauloem 1917

Em 1953, outro movimento de luta dos trabalhadores em greve teve o edifício como principal local para a discussão dos militantes que lutavam por mais direitos. Durante 27 dias, passaram pelo prédio mais de 300 mil sindicalistas. Um dos principais espaços para a discussão de pautas socialistas pelas centrais sindicais da cidade, a atuação dos trabalhadores só foi interrompida com a instauração do regime militar, em abril de 1964.

## Convênio Médico
Principal função para os seus associados e pelo que ficou mais conhecido, o convênio médico do sindicato ofereceu nas últimas décadas os mais variados serviços para os funcionários, atendendo mais de 20 mil pessoas, desde funcionários e seus familiares. 
Alguns dos serviços podem ser encontrados no site oficial da Associação Auxiliadora das Classes Laboriosas.

### Crise no programa
No ano de 2012, a Agência Nacional de Saúde Suplementar, a ANS, estabeleceu o Regime de Direção Fiscal na associação, com objetivo de investigar uma série de denúncias de falta de qualidade no atendimento aos funcionários. Essa medida impediu que o sindicato não pudesse mais vender novos planos. Porém, a associação ainda estava ativa no mercado. 
Dois anos depois, o grupo anunciou uma série de suspensões nos seus ativos e continuou apenas funcionando com os serviços de enfermagem e de Tai Chi Chuan.
Em fevereiro de 2016, o órgão fiscalizador do Ministério da Saúde suspendeu todos os tipos de planos da empresa.

## Processo de Tombamento

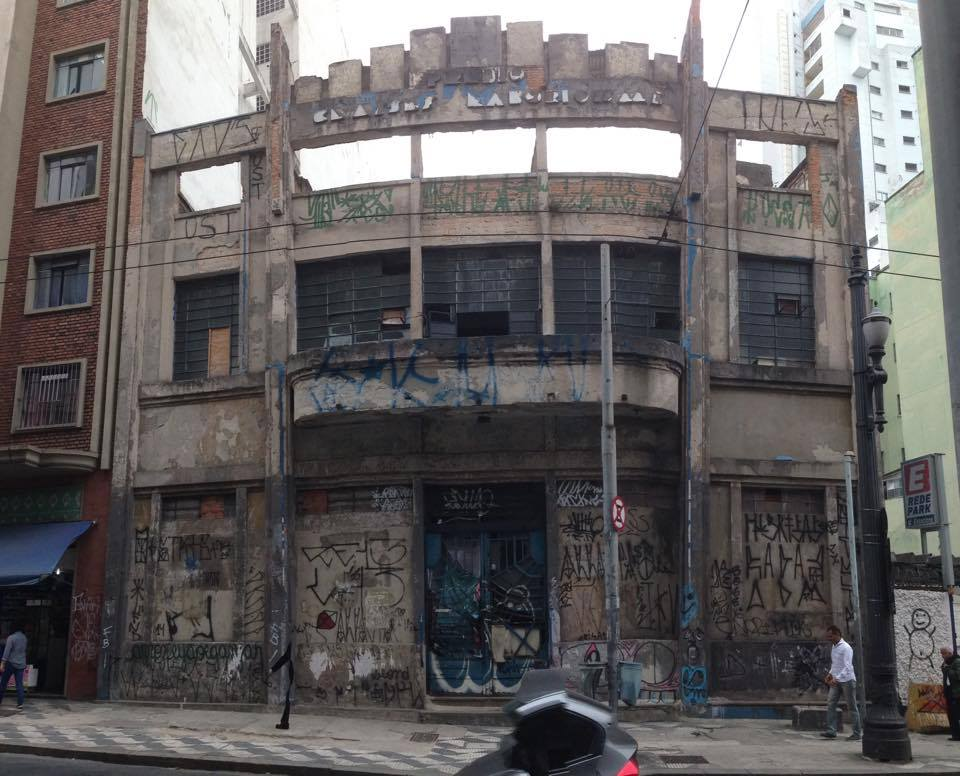
Porta da frente da Associação Auxiliadora das Classes Laboriosas

Divulgado no Diário Oficial da cidade de São Paulo no dia 17 de outubro de 1995, o tombamento foi oficializado pelo secretário de Cultura do município, Marcos Ribeiro de Mendonça, após um longo processo de estudo dos órgãos de patrimônio, incluindo o Condephaat, o Conselho de Defesa do Patrimônio Histórico Arqueológico, Artístico e Turístico.
Iniciado em 10 de agosto de 1990, a principal justificativa para o proteção é que o local foi um espaço de grande convivência de artistas e políticos, principalmente quando os trabalhadores participaram ativamente na luta por direitos trabalhistas e sindicais durante os mais diferentes movimentos da política brasileiro, com dois contextos significativos: o Estado Novo e a Ditadura Militar brasileira.
O edifício marcou um momento histórico, pois inúmeras atividades eram realizadas no local desde o início do século XX e que fazem partes integrantes à participação dos trabalhadores como classe organizada até a década de 1960. Portanto, símbolo da organização e cultura dos trabalhadores da Cidade de São Paulo, o edifício-sede da Associação das Classes Laboriosas.

## Incêndio no Edifício
Em fevereiro de 2008, o prédio da Associação Auxiliadora das Classes Laboriosas foi alvo de um grande incêndio durante o início da noite do dia 3. Fechado e apenas com a presença do zelador, o local foi alvo de uma grande destruição, sobrando apenas a estrutura da fachada e das paredes.
Até o hoje, não há um relatório oficial do Corpo de Bombeiros sobre as causas exatas da ocorrência. Com a visita da corporação, o espaço foi fechado por tempo interditado.

## Abandono
Em uma minirreforma em 2014, edifício foi coberto por algumas lonas e algumas alterações foram feitas depois da autorização dos órgãos de patrimônio, que permitiu mudanças no local. Porém, poucas restauração foram realizadas no local. 
Embora tivesse a promessa de uma grande mudança pelo presidente na época, Castro José Feijó, o local continua interditado desde então, como mostram as fotos abaixo.

### Galeria

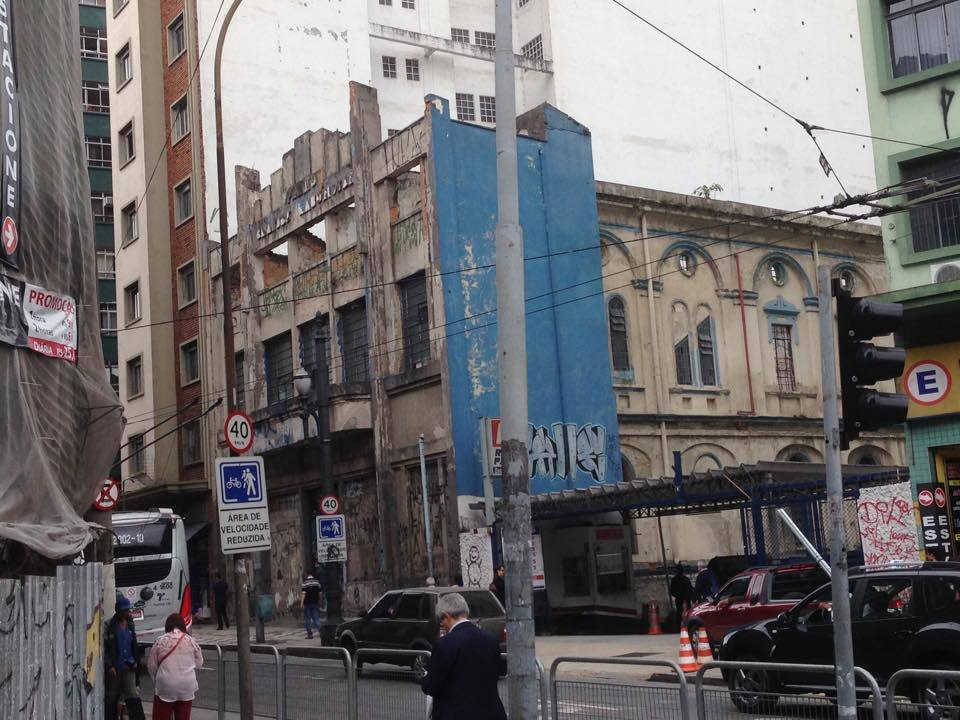
Prédio da Associação Auxiliadora das Classes Laboriosas
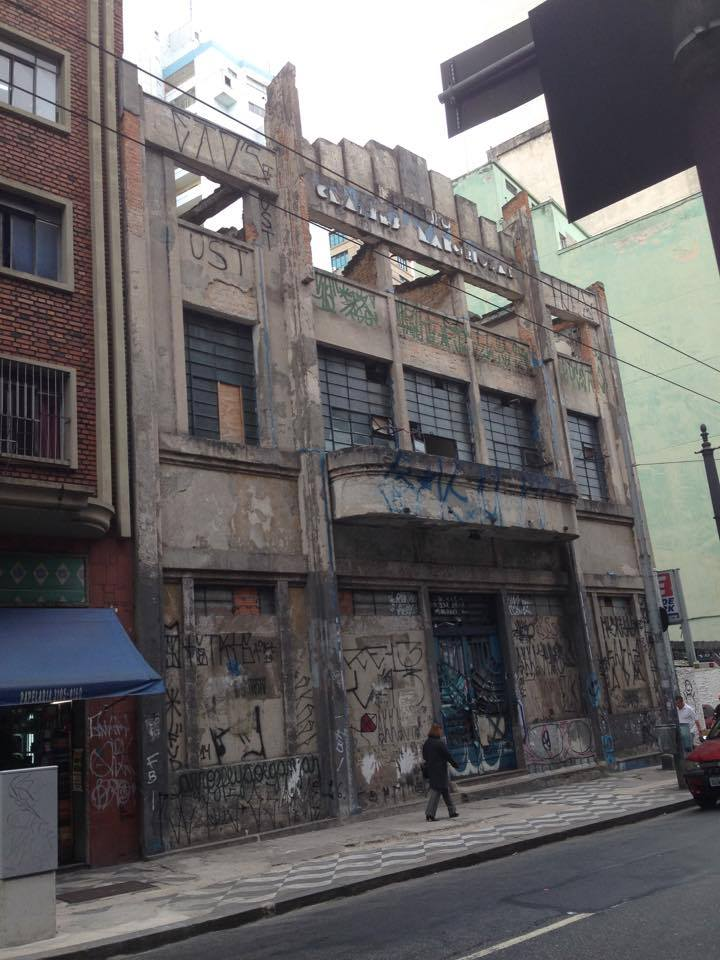
Outra visão da Associação Auxiliadora das Classes Laboriosas
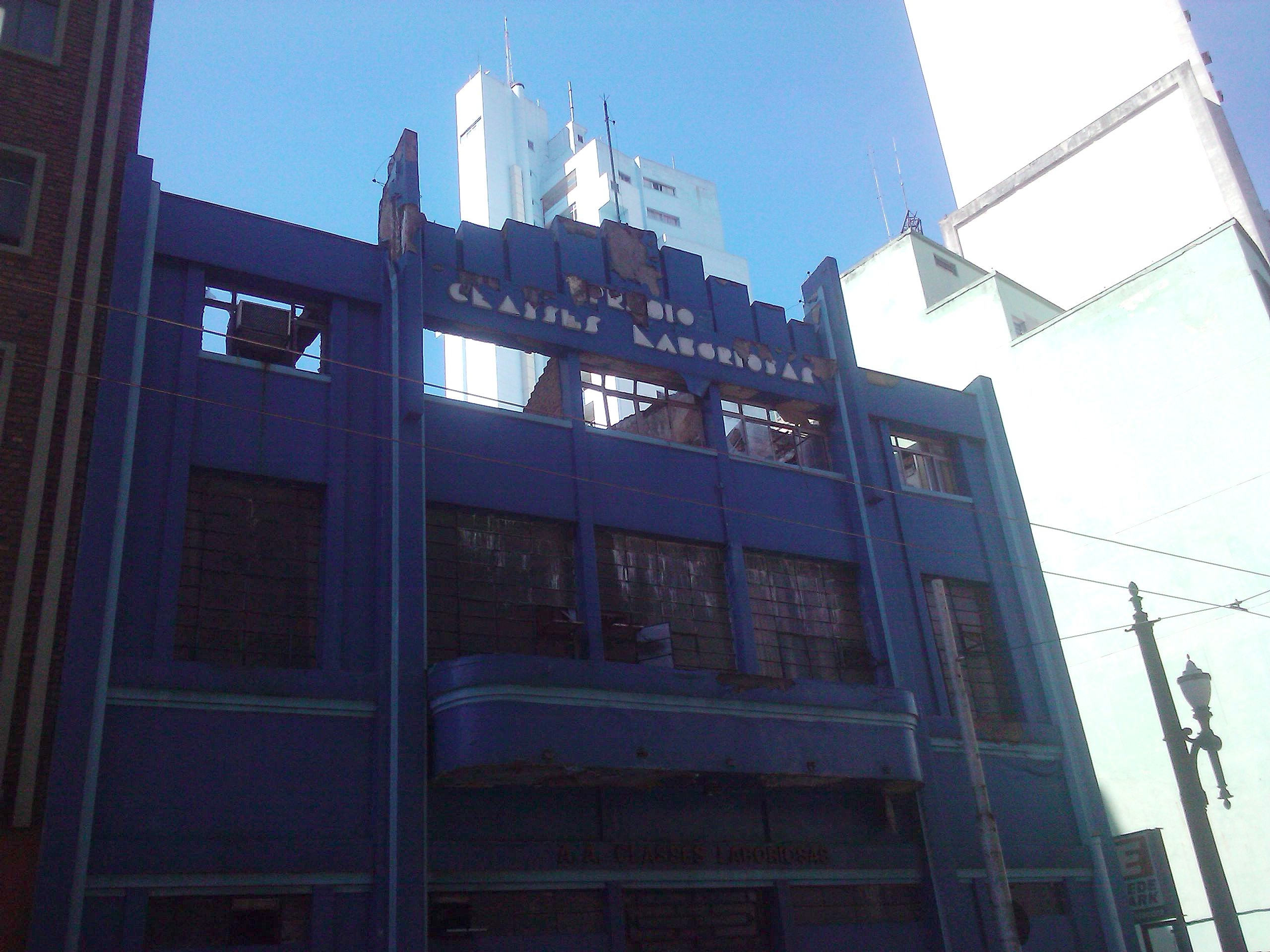
Prédio Classes Laboriosas 03